# Paris en hiver, Quai Bourbon
Paris en hiver, Quai Bourbon est un tableau réalisé par Albert Marquet en 1907.
Cette peinture à l'huile sur toile est conservée au musée Pouchkine à Moscou.